# Horsham (Victoria)
Horsham is een stad in de staat Victoria in Australië. De stad telt ruim 14.000 inwoners (in 2011) en ligt 300 kilometer ten noordwesten van de hoofdstad van Victoria, Melbourne. De stad is gesticht in 1842. Horsham was vernoemd door James Monckton Darlot naar de stad Horsham in Engeland, zijn geboortestad. In 1949 werd Horsham officieel een stad. In 2001 werd de stad uitgeroepen tot Schoonste stad van Australië.